# Torre de Bismarck (Göttingen)

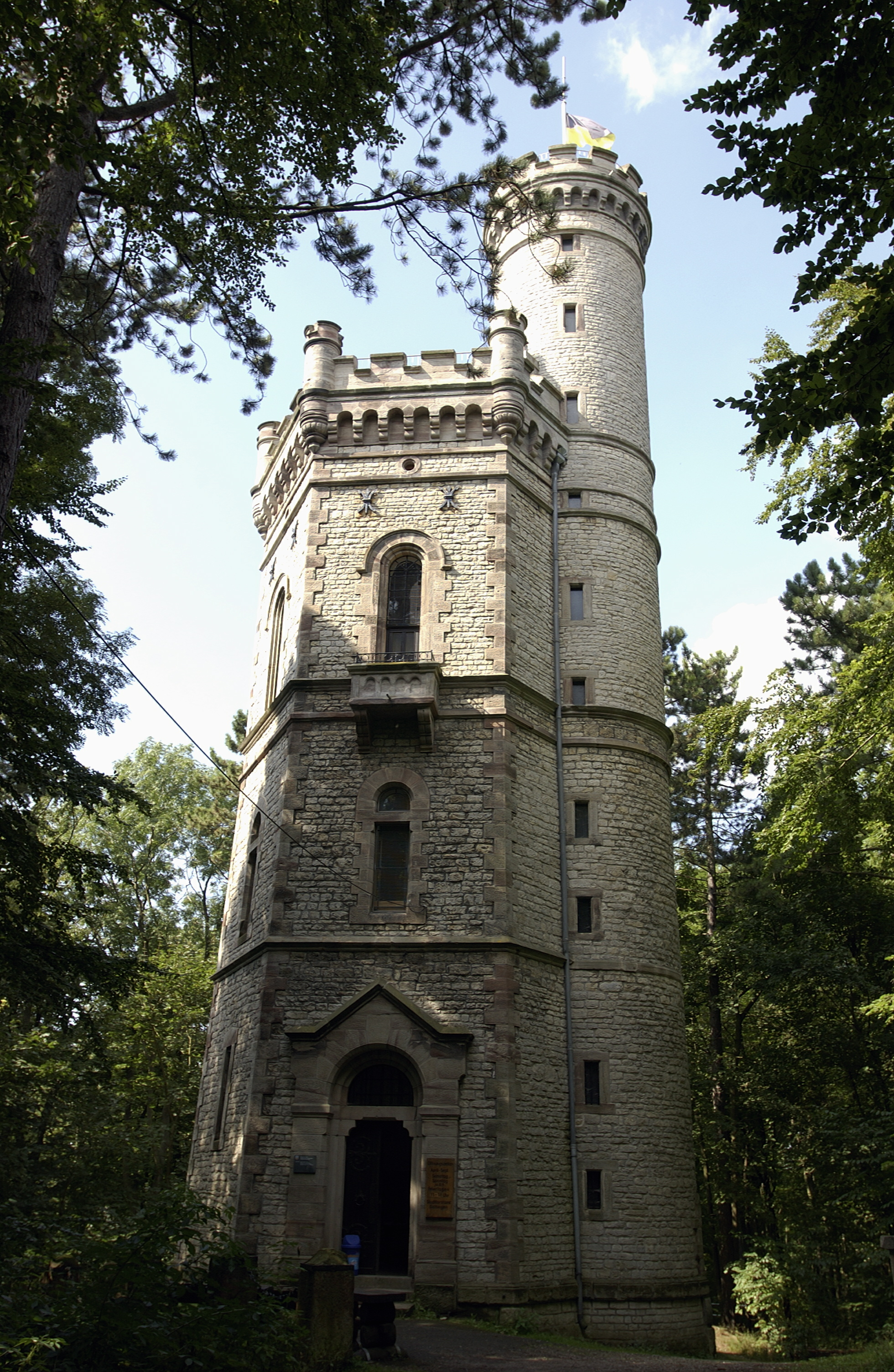
Torre de Bismarck

A Torre de Bismarck em Göttingen é uma torre-miradouro na Serra de Kleper. O edifício tem 31 metros de altura e está dividido em quatro andares.
Em meados de 1880, a Associação Gotinguense para o Embelezamento planeou erguer uma torre-miradouro na ainda desflorestada Serra de Kleper (332m). Durante o planeamento foi decidido que a torre seria nomeada em honra do antigo Chanceler Imperial Otto von Bismarck, o qual tinha iniciado os seus estudos em Ciências Jurídicas na Universidade de Göttingen em 18832/33. Em Maio de 1892 Bismarck deu o seu consentimento.
Em 19892 começam os trabalhos de construção com a colocação da primeira pedra. O esboço de projecto do Baurat (Vereador para o Urbanismo) Heinrich Gerber previa uma torre principal hexagonal (21m de altura), a qual era encimada por uma torre de degraus redonda (totalizando 31m). O arquitecto Conrad Rathkamp adaptou este esboço e a construção da torre seguiu entre 1894 e 1895 um estilo revivalista. No segundo andar foi instituída uma sala em memória a Bismarck. A 18 de Junho de 1896 foi a torre inaugurada.

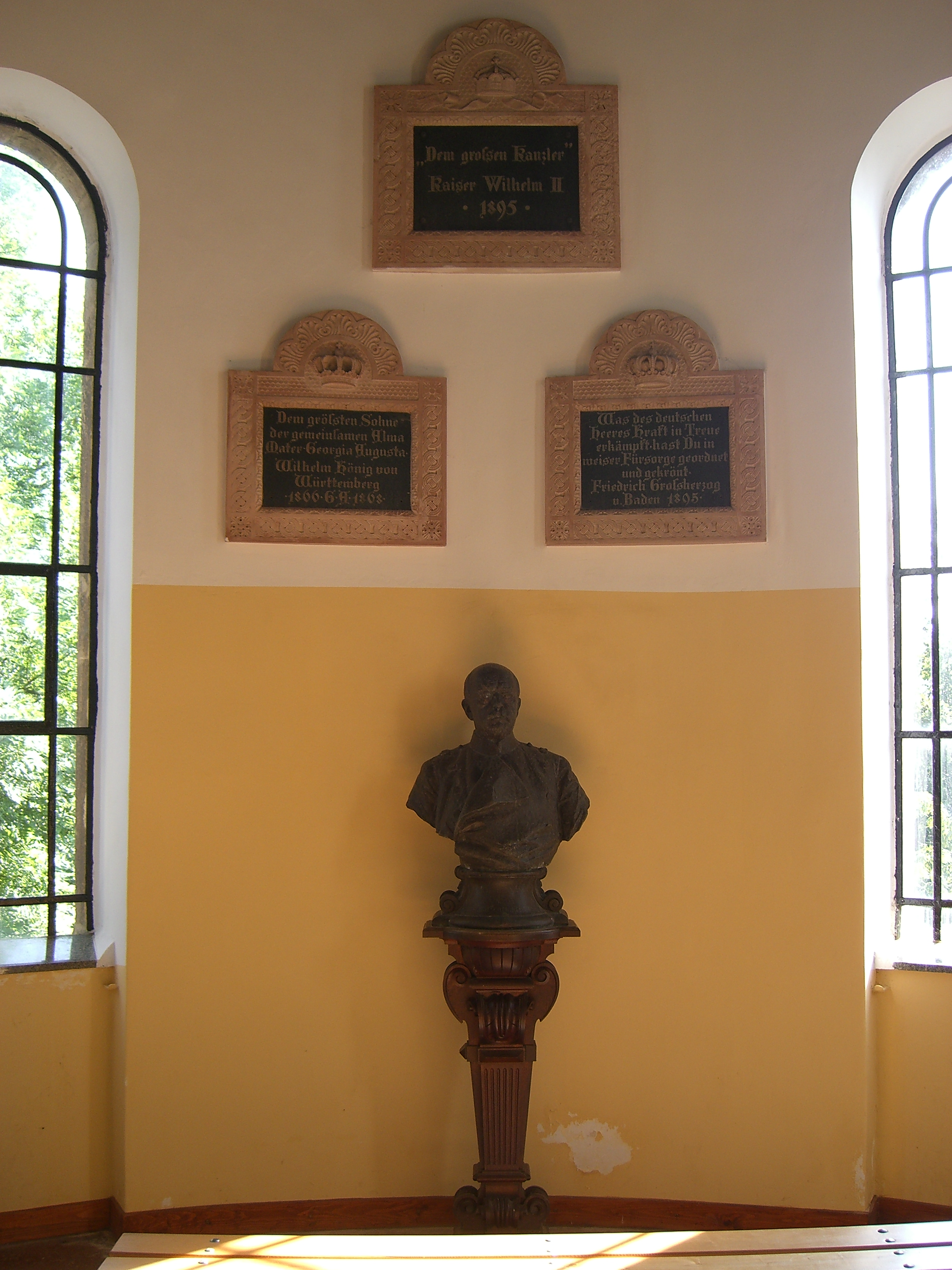
Sala memorial

Os custos com a construção, os quais ultrapassaram os 43.000 Marcos Alemães, foram suportados através de uma Fundação Privada criada para o efeito de recolher os fundos necessários. Entre os contribuidores encontram-se algumas associações estudantis tais como a Corps Hannovera e Saxonia, bem como a Burschenschaft Brunsviga, tal como se pode ler nas lápides comemorativas ainda hoje presentes na torre.
Com a sua localização no topo da Serra de Kleper (332m), é juntamente com a Torre de Bismarck em Bad Lauterberg a mais alta na Baixa-Saxónia. Do seu topo, pode-se ver a Este o extenso planalto da Floresta de Göttingen, a Sul as montanhas de Eichsfeld e a zona montanhosa de Fulda-Werra, a Oeste a zona montanhosa de Weser, e a Norte o Harz (Brocken).